# Styela wandeli
Styela wandeli is een zakpijpensoort uit de familie van de Styelidae. De wetenschappelijke naam van de soort is voor het eerst geldig gepubliceerd in 1911 door Sluiter.